# Уильям Тёрнер (фильм)
«Уильям Тёрнер» (англ. Mr. Turner, буквально — Мистер Тёрнер) — биографический фильм британского режиссёра Майка Ли, историческая драма о выдающемся английском художнике-маринисте Уильяме Тёрнере, вышедшая на экраны в 2014 году. Фильм участвовал в основной конкурсной программе Каннского кинофестиваля, где исполнитель главной роли Тимоти Сполл был удостоен главного актёрского приза. Был крайне высоко принят мировой кинопрессой, актёрскую работу Сполла подавляющее большинство критиков посчитало самой сильной в его карьере.

## Сюжет
Фильм рассказывает о заключительном этапе жизни легендарного художника-мариниста Уильяма Тёрнера. Переживание потери отца, последний любовный роман, путешествие на корабле с целью запечатлеть бурю, признание критиков и публики.

## В ролях
- Тимоти Сполл — Уильям Тёрнер
- Марион Бэйли — София Бут
- Дороти Аткинсон — Ханна Дэнби
- Пол Джессон — Уильям Тёрнер-старший
- Рут Шин — Сара Дэнби
- Лесли Мэнвилл — Мэри Сомервилль
- Мартин Сэвидж — Бенджамин Хейдон
- Джеймс Нортон — Фрэнсис Уиллоби
- Питер Уайт — Джозеф Гиллотт[англ.], богатый покровитель искусств

## Награды и номинации
- 2014 — два приза Каннского кинофестиваля: приз лучшему актёру (Тимоти Сполл) и приз Vulcain (Дик Поуп «за то, что в фильме осветил работы Тёрнера»).
- 2014 — премия Европейской киноакадемии лучшему европейскому актёру (Тимоти Сполл).
- 2014 — попадание в десятку лучших независимых фильмов года по версии Национального совета кинокритиков США.
- 2014 — 5 номинаций на Премию британского независимого кино: лучший британский независимый фильм, лучший режиссёр (Майк Ли), лучший актёр (Тимоти Сполл), лучшая актриса второго плана (Дороти Аткинсон), лучшее техническое достижение (Дик Поуп за операторскую работу).
- 2014 — премия «Спутник» за лучшую операторскую работу (Дик Поуп), а также номинация в категории «лучший фильм».
- 2015 — 4 номинации на премию «Оскар»: лучшая операторская работа (Дик Поуп), лучшая оригинальная музыка (Гэри Йершон), лучшая работа художника-постановщика (Сьюзи Дэвис, Шарлотта Уоттс), лучший дизайн костюмов (Жаклин Дюрран).
- 2015 — 4 номинации на премию BAFTA: лучшая операторская работа (Дик Поуп), лучшая работа художника-постановщика (Сьюзи Дэвис, Шарлотта Уоттс), лучший дизайн костюмов (Жаклин Дюрран), лучший грим и причёски (Кристина Бланделл, Лиза Уорренер).
- 2015 — премия Британского общества кинооператоров за лучшую операторскую работу в художественном фильме (Дик Поуп).
- 2015 — премия Лондонского кружка кинокритиков лучшему британскому актёру года (Тимоти Сполл), а также 6 номинаций: лучший фильм, лучший британский фильм, лучший режиссёр (Майк Ли), лучший актёр (Тимоти Сполл), лучшая актриса второго плана (Марион Бэйли), лучшее техническое достижение (Дик Поуп за операторскую работу).